# Verfassungsreferendum in der Türkei 2017

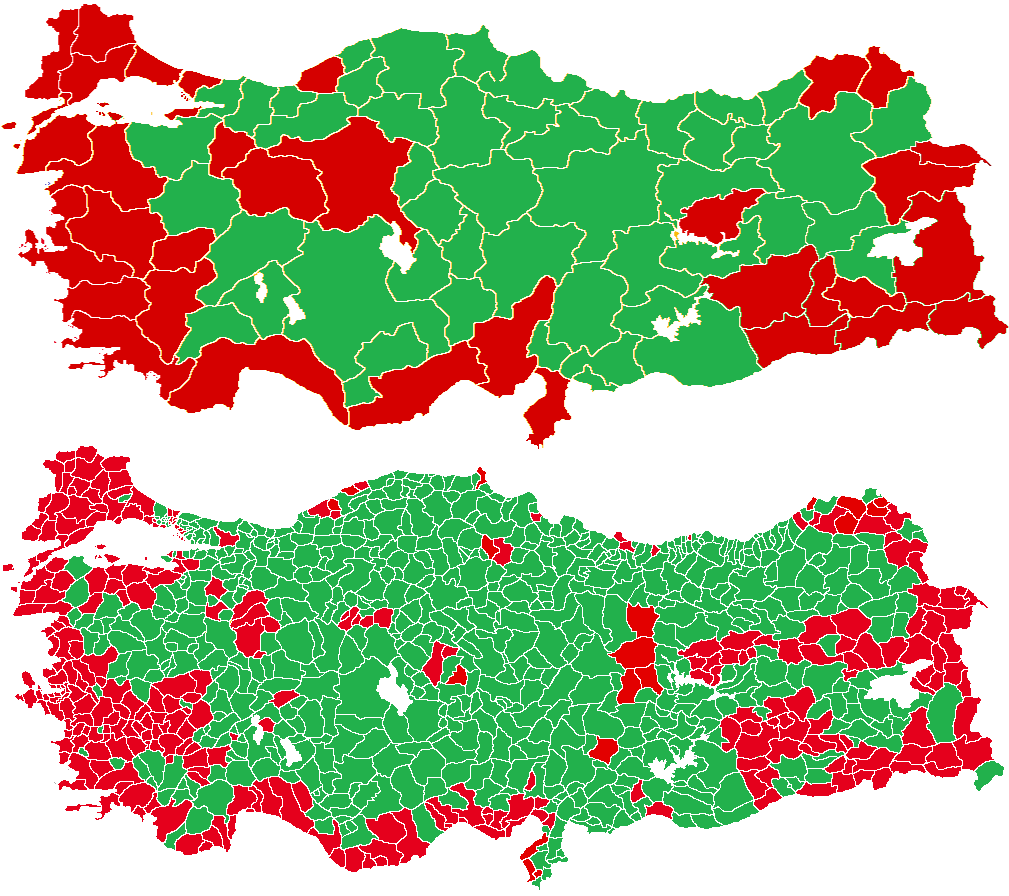
Ergebnisse des Verfassungsreferendums in den Provinzen und Kreisen.
Nein
Ja

In einem Verfassungsreferendum wurde in der Türkei am 16. April 2017 von den Wählern das 18 Punkte umfassende verfassungsändernde Gesetz Nr. 6771 angenommen und damit insgesamt 69 Artikel der Verfassung abgeändert. Die Änderungen betreffend die neue verfassungsrechtliche Stellung des Präsidenten und seine Befugnisse sind mit den Wahlen im Juni 2018 in Kraft getreten.
Die Exekutivbefugnisse wurden in der Hand des Präsidenten gebündelt und sein Einfluss auf die Justiz erweitert. Die Vorschläge zur Verfassungsänderung wurden in zwei Lesungen von einer nach Art. 175 Abs. 1 S. 3 der Verfassung erforderlichen Mehrheit von drei Fünfteln der Gesamtzahl der Parlamentsmitglieder aus der regierenden Partei für Gerechtigkeit und Aufschwung (AKP) und der rechtsextremen Partei der Nationalistischen Bewegung (MHP) angenommen, während zwei Oppositionsparteien, die Republikanische Volkspartei (CHP) und die vorwiegend die kurdische Minderheit repräsentierende Demokratische Partei der Völker (HDP) dagegen stimmten; zwölf Abgeordnete der HDP, darunter ihr gesamtes Führungspersonal, waren inhaftiert. Da eine Dreifünftelmehrheit, aber keine Zweidrittelmehrheit erreicht wurde, war eine Volksabstimmung erforderlich.
International wurden die Wahlkampfauftritte türkischer Politiker im Ausland kritisiert. Die Venedig-Kommission des Europarates warnte im Vorfeld bereits vor einem „persönlichen Regime“ und sprach von der Gefahr des Abgleitens in ein autoritäres System. Die vorgeschlagenen Änderungen würden nicht dem Modell eines demokratischen Präsidialsystems folgen. Zudem beklagten OSZE-Wahlbeobachter u. a. die Inhaftierungen von zahlreichen Journalisten und Oppositionellen sowie Einschüchterungen und Drohungen gegen das „Nein-Lager“.
Bereits am Wahlabend sprach die Opposition (CHP, HDP, (ehemalige) Teile der MHP) von Wahlbetrug und verwies auf die Entscheidung des Hohen Wahlausschusses, Stimmzettel und Umschläge ohne amtlichen Stempel für gültig zu erklären. Dabei soll es sich um bis zu drei Millionen „zusätzliche Stimmen pro Evet“ (Evet = Ja) handeln. Dass die Wahl durch Wahlbetrug entschieden wurde, legen Forschungsergebnisse von Wiener Statistikern vom Complexity Science Hub Vienna nahe.

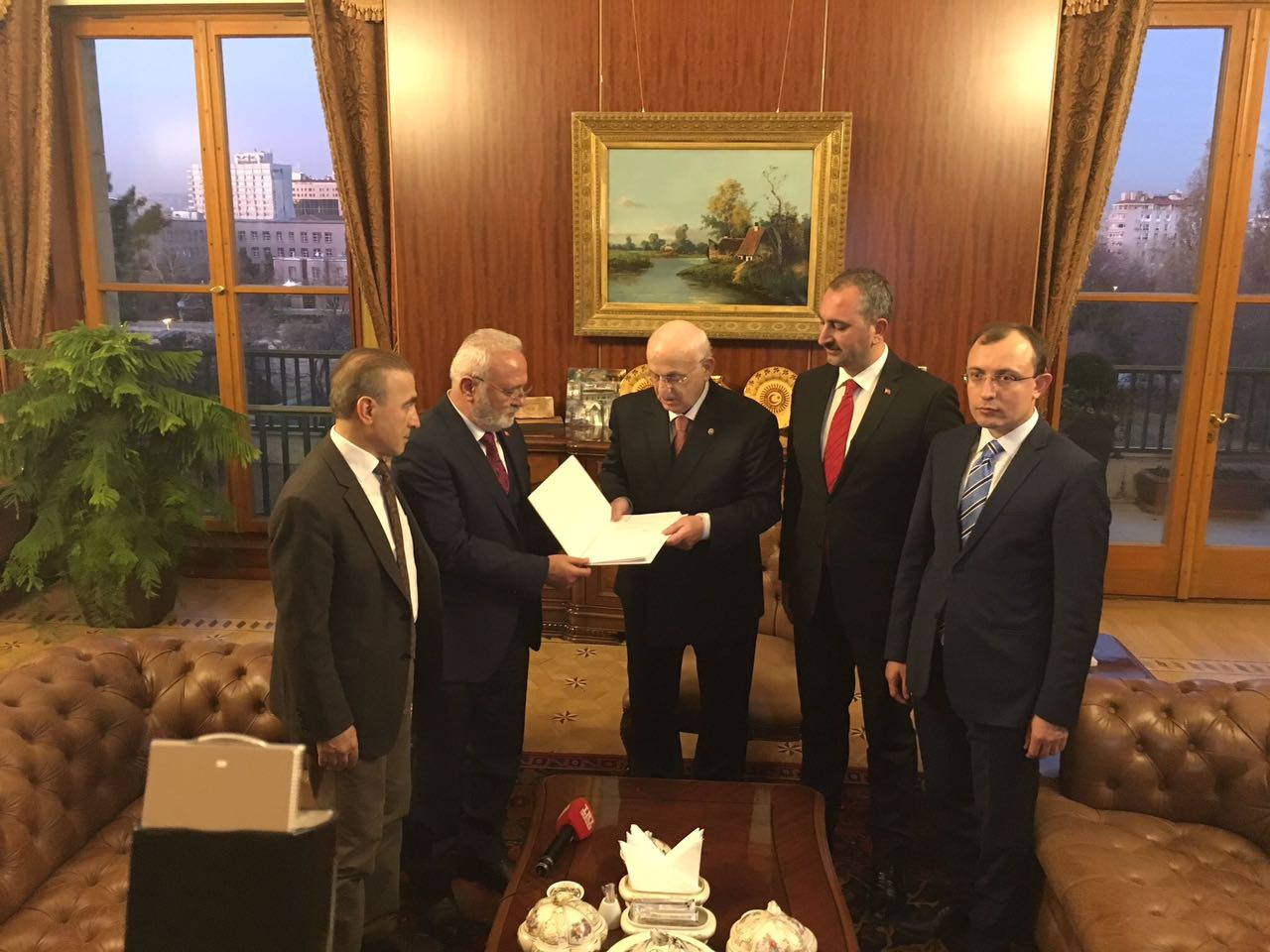
Die regierende AKP überreicht ihre vorgeschlagenen Verfassungsänderungen dem Parlamentssprecher İsmail Kahraman (AKP).

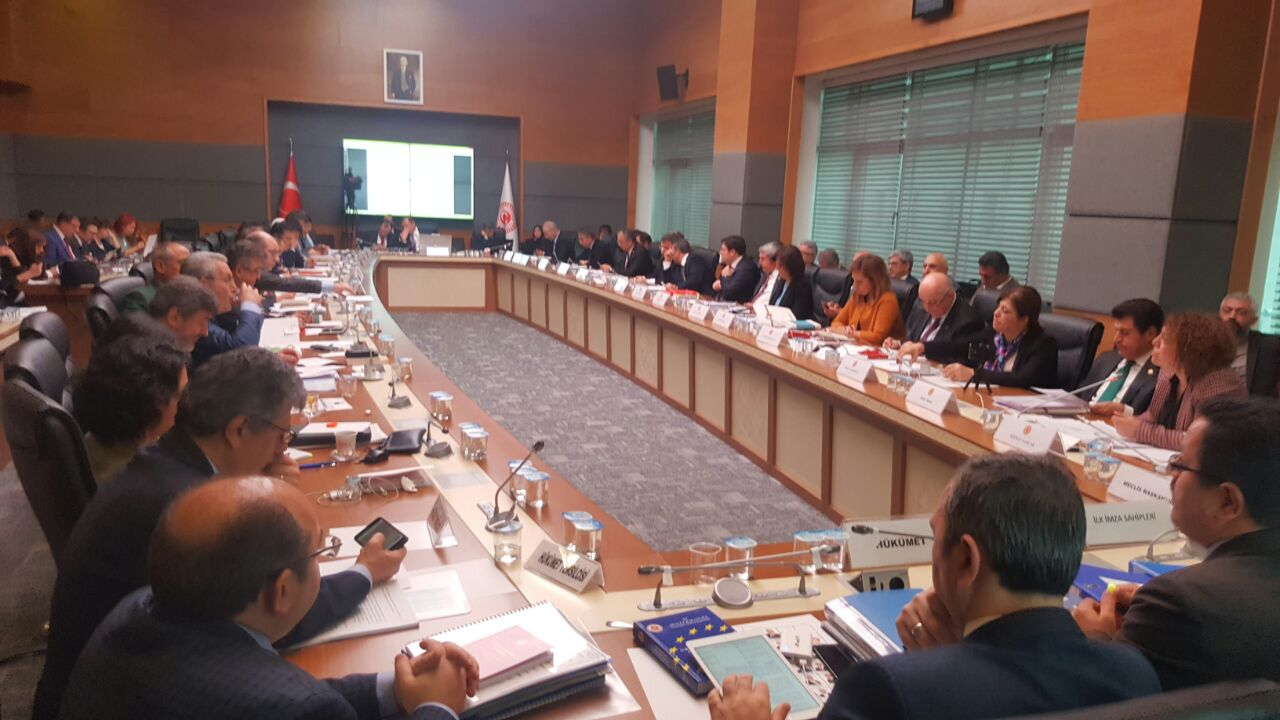
Das parlamentarische Verfassungsgremium bestand aus 15 AKP-Mitgliedern, 5 von der CHP, 3 von der HDP und 2 von der MHP.

## Hintergrund
Das Verfassungsgesetz von 1921 hielt in Art. 2 ausdrücklich fest, dass die 1920 konstituierte Große Nationalversammlung die einzige und wirkliche Repräsentantin der (türkischen) Nation sei. Das Sultanat blieb formell zwar unangetastet, doch das Parlament erhob, beruhend auf Gewalteneinheit, den Anspruch auf die ausschließliche Ausübung der gesetzgebenden wie auch der ausführenden Gewalt. Am 29. Oktober 1923 wurde mit einem Änderungsgesetz die Republik als Regierungsform des Staates Türkei festgelegt und das Amt des Präsidenten der Republik eingeführt. Am selben Tag wählte das Plenum der Großen Nationalversammlung der Türkei Mustafa Kemal Pascha (Atatürk) zum ersten Staatspräsidenten. Zu diesem Zeitpunkt gab es bereits keine Monarchie mehr; das Sultanat war seitens der Nationalversammlung in ihrem Beschluss vom 1. November 1922 als seit dem 16. März 1920 für immer der Geschichte angehörig bezeichnet, mithin abgeschafft worden.
Das Verfassungsgesetz von 1921 wurde durch die am 20. April 1924 verabschiedete neue Verfassung außer Kraft gesetzt, wobei das „System einer auf der Gewaltenverbindung beruhenden Konventsregierung“ unverändert blieb. Die folgenden zwei Jahrzehnte waren vom Einparteiensystem unter der von Atatürk gegründeten Republikanischen Volkspartei (CHP) geprägt. Am 19. Mai 1945 kündigte İsmet İnönü, der Nachfolger Atatürks als Staatspräsident und zugleich (statutengemäß unabsetzbarer) CHP-Vorsitzender eine stärkere Verwirklichung demokratischer Grundsätze im politischen und geistigen Leben des Landes an. Anfang November 1945 bemängelte er das Fehlen einer parlamentarischen Oppositionspartei und verkündete die Abkehr von der Einparteienherrschaft. Bei der vorverlegten Parlamentswahl im Jahr 1946 konnte die Anfang desselben Jahres neugegründete Demokratische Partei (DP) 54 Mandate erringen. Die ersten wirklich „freien und ehrlichen Wahlen“ fanden am 14. Mai 1950 statt und zogen einen unter anderem als „unblutige Revolution“ (kansız ihtilâl) gefeierten politischen Machtwechsel nach sich; die DP gewann aufgrund der relativen Mehrheitswahl 408 der 487 Parlamentssitze (53 % der Stimmen, 84 % der Sitze) und verwies die seit der Republikgründung regierende CHP mit 69 Abgeordneten (39 % der Stimmen, 14 % der Sitze) erstmals in die Opposition.

### Putsche von 1960, 1971 und 1980
Die in den folgenden zehn Jahren von der DP gestellte und einen zunehmend autoritären wie auch repressiven Charakter annehmende Regierung wurde mit dem Militärputsch vom 27. Mai 1960 gestürzt und die Regierungsgewalt vom neu konstituierten Komitee der Nationalen Einheit provisorisch übernommen. Gegen die „Gestürzten“ folgten die sogenannten Yassıada-Prozesse. Der eigens dafür eingerichtete Hohe Gerichtshof verurteilte unter anderem 15 Angeklagte wegen Hochverrats im Sinne des Verfassungsumsturzes nach Art. 146 Abs. 1 tStGB in der damaligen Fassung zum Tode. Das Komitee der Nationalen Einheit bestätigte drei Todesstrafen und wandelte die übrigen in lebenslange Zuchthausstrafen um. In Übereinstimmung mit dieser Entscheidung wurden Mitte September 1961 der frühere Ministerpräsident Adnan Menderes, sein Außenminister Fatin Rüştü Zorlu und der Finanzminister Hasan Polatkan auf der Insel İmralı durch den Strang hingerichtet. In der Zwischenzeit hatte die nach Ankara einberufene Verfassunggebende Versammlung zum ersten Jahrestag des Putsches einen Verfassungstext angenommen, der am 9. Juli 1961 vom Volk bestätigt worden war. Die wesentlichsten Neuerungen der Verfassung von 1961 waren die Aufgabe des Grundsatzes der Gewaltenverbindung zugunsten einer modifizierten Gewaltenteilung, die Verankerung des Mehrparteiensystems, die Erweiterung der richterlichen Unabhängigkeit, die Errichtung des Verfassungsgerichts und die Einführung des Zweikammersystems.
In den nächsten Jahrzehnten zeigte sich eine politische Instabilität, die sich insbesondere in häufigen Koalitions- und Regierungswechseln sichtbar machte. Nach mehreren Putschversuchen intervenierte das Militär 1971 per Memorandum und putschte erneut am 12. September 1980. In der Folge wurde wiederum eine neue Verfassung erarbeitet, die nach der Volksabstimmung im November 1982 in Kraft trat. Diese Verfassung erfuhr bis zu diesem Referendum mehrere Änderungen (etwa 1987 und zuletzt 2010). 2007 wurde die Direktwahl des Staatspräsidenten eingeführt; seit der ersten direkten Präsidentschaftswahl 2014 ist Recep Tayyip Erdoğan Staatspräsident.

### Heutige Zeit
Nach einer Zeit des Waffenstillstands zwischen dem türkischen Militär und der verbotenen Arbeiterpartei Kurdistans (PKK) begann im Jahre 2015 eine türkische Offensive gegen die PKK, nachdem zwei Polizisten durch die PKK getötet wurden. Seit dem Putschversuch von Teilen des türkischen Militärs 2016 herrscht in der Türkei der Notstand, der jedoch von der (linken) Opposition und Experten aus dem Ausland kritisiert wird, weil er nicht für Antiterror-Zwecke, sondern für eine Entfernung von Andersdenkenden und Erdoğan-Kritikern eingesetzt werde, denn die Säuberungs- und Verhaftungswelle durch die türkische Regierung wurde auch im Wahlkampf weitergeführt. Regierungskritiker werden heute schnell mit dem Vorwurf konfrontiert, sie unterstützten den Terrorismus der Arbeiterpartei Kurdistans oder den angeblichen Terrorismus von Fethullah Gülen (FETÖ). Auf welche Beweise sich solche Vorwürfe stützen bleibt aber im Dunkeln.

## Neuerungen

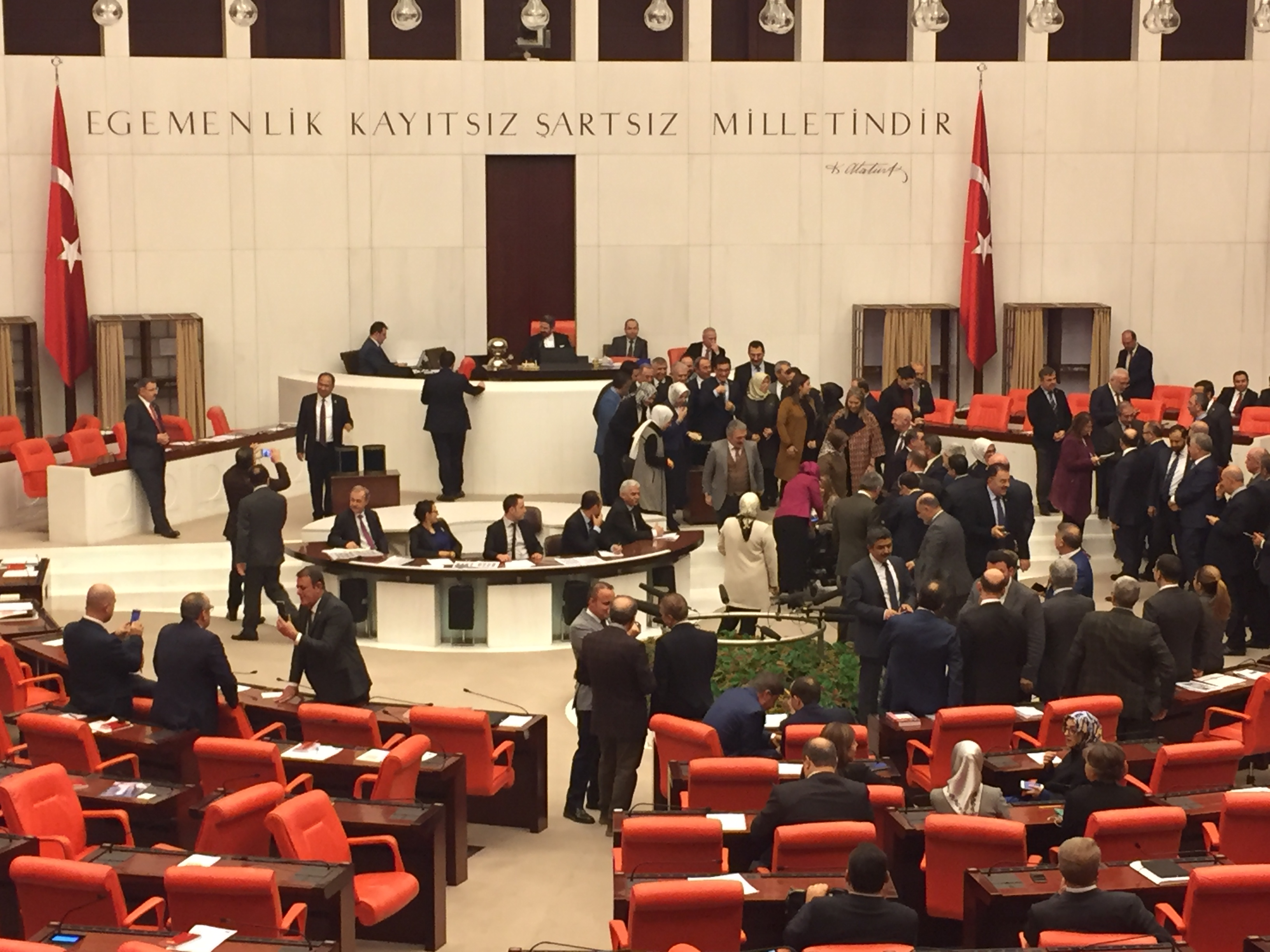
Das türkische Parlament beim Abstimmen von Verfassungsvorschlägen, im Januar 2017.

Das parlamentarische Regierungssystem ist mit Inkrafttreten einem Präsidialsystem genannten Regierungssystem gewichen. Befürworter der Änderung sahen in der unabhängigeren Stellung des Präsidenten ein Mittel, um eine größere Stabilität und Kontinuität der Regierung zu gewährleisten, und verwiesen darauf, dass auch andere Staaten, wie die Vereinigten Staaten oder Frankreich, ein Staatsoberhaupt mit Regierungsbefugnissen haben. Kritiker hielten solche Vergleiche für abwegig und sahen bei einer starken Stellung des Präsidenten die Gewaltenteilung in der Praxis nicht mehr als gewährleistet an. In den USA sieht die Verfassung eine Demokratie vor, in welcher der Präsident als Staatsoberhaupt zugleich Chef der Exekutive ist, dessen Macht jedoch durch ein ausgeprägtes System der Checks and Balances begrenzt und kontrolliert wird. Insbesondere sorgt in den USA auch das Föderalsystem für politischen Ausgleich. In Frankreich besteht ein semipräsidentielles Regierungssystem, in dem der Präsident die Regierung ernennt, diese aber das Vertrauen des Parlaments benötigt. Im neuen türkischen System dagegen gibt es hingegen keinen Ministerrat mehr, als einziges Kontrollmittel des Parlaments bleibt ein sog. Ermittlungsverfahren bestehen. Da aber das System die Möglichkeit bietet, dass der Präsident gleichzeitig Vorsitzender der stärksten Partei im Parlament ist, dessen Wahrscheinlichkeit gegeben ist, ist die Einleitung eines solchen Verfahrens eher unwahrscheinlich. Ein gewisses Korrektiv könnte die Befugnis des Präsidenten darstellen, Neuwahlen anzusetzen. Denn in diesem Falle muss er auch sein eigenes Amt zur Disposition stellen. Auch das Parlament hat die Möglichkeit eine Neuwahl zu veranlassen, allerdings nur mit einer qualifizierten Mehrheit von drei Fünfteln aller Mitglieder.
Die Verfassungsänderungen bewirkten neben der umstrittenen Einführung eines Präsidialsystems unter anderem folgendes:
- Die Militärgerichtsbarkeit wurde aufgehoben.
- Im Notstandsrecht entfiel die bisher vorhandene Form der Ausnahmezustandsverwaltung, in welcher das Militär in die Verwaltung eingreifen durfte.
- Die praktisch nicht relevante Ausnahme von Akten des Präsidenten von der gerichtlichen Nachprüfbarkeit entfiel.
- Die Zahl der Parlamentssitze wurde von 550 auf 600 erhöht.
- Das passive Wahlrecht wurde von 25 auf 18 Jahre herabgesetzt.
- Verfassungsrechtlich wurde neben der ohnehin geltenden Unabhängigkeit zusätzlich ausdrücklich die Unparteilichkeit der Richter festgeschrieben.

Im Zusammenhang mit der Einführung des sogenannten Präsidialsystems erfolgten folgende Änderungen:
- Der frühere Ministerrat wurde als Staatsorgan abgeschafft, womit auch das Amt des Ministerpräsidenten entfiel.
- Die Befugnisse des Ministerrats wurden auf den Präsidenten übertragen, nicht aber das Gesetzesinitiativrecht (Ausnahme: Das Haushaltsgesetz).
- Misstrauensvotum und Vertrauensfrage wurden abgeschafft. Als einziges Kontrollmittel bleibt das Ermittlungsverfahren, das gegenüber dem Präsidenten auch auf gewöhnliche Straftaten erstreckt wird.
- Der Präsident ernennt und entlässt künftig die Minister nach Belieben ohne Mitwirkung des Parlaments.
- Der Präsident ernennt und entlässt künftig seine Stellvertreter, deren Anzahl in der Verfassung nicht begrenzt ist.
- Die Wahlen zur Großen Nationalversammlung und zum Präsidenten der Republik haben alle fünf Jahre am gleichen Tag zu erfolgen.
- Der Präsident kann das Parlament vorzeitig auflösen; dasselbe Recht hat das Parlament mit 3/5-Mehrheit. In beiden Fällen ist auch über das Amt des Präsidenten eine Neuwahl abzuhalten.
- Der Präsident hat das Recht, Präsidialverordnungen zu erlassen. Dadurch kann u. a. aber nicht in Grundrechte eingegriffen werden, die Verordnungen dürfen Gesetzen nicht widersprechen und treten außer Kraft, wenn über den Gegenstand der Verordnung das Parlament ein Gesetz beschließt.
- Die Rechtsverordnung mit Gesetzeskraft, mit welcher der Ministerrat aufgrund Ermächtigung und mit nachträglicher Kontrolle durch das Parlament auch Gesetze ändern konnte, entfiel.
- Das suspensive Veto des Präsidenten ist nicht mehr mit einfacher Mehrheit der anwesenden Mitglieder, sondern nur mit der Mehrheit der Gesamtzahl der Mitglieder überstimmbar.
- Der Staatspräsident kann Mitglied einer Partei sein. Dementsprechend kann er damit auch Vorsitzender einer Partei werden oder bleiben.
- Der (Hohe) Richter- und Staatsanwälterat, der erst 2010 von 7 auf 22 Personen aufgestockt wurde, wurde wieder auf 13 Mitglieder verkleinert. Dessen Mitglieder können ausschließlich von Präsident und Parlament bestimmt werden, ein Mitwirkungsrecht der Richterschaft, der Justizakademie, des Kassationshofs und des Staatsrats entfiel. Einen zusätzlichen Einfluss auf dieses Gremium (ohne dass die Anzahl der vom Staatspräsidenten zu ernennenden Richter geändert werden soll), gewinnt der Präsident dadurch, dass der Justizminister als Vorsitzender und sein Staatssekretär Mitglieder dieses Gremiums bleiben.

Aus der Verschränkung der Amtszeit von Parlament und Staatspräsident ergibt sich, dass von einem Präsidialsystem im eigentlichen Sinne keine Rede sein kann. Vielmehr handelt es sich um ein hybrides System aus präsidentiellem und parlamentarischem Regierungssystem. Der Verfassungsjurist Kemal Gözler spricht von einem sonderbaren parlamentarischen System (tuhaf bir parlâmenter sistem). Befürchtungen aus den vorgesehenen Änderungen resultierten aus der inneren Schwäche des Parlaments und der straffen Führung der türkischen Parteien durch ihre Vorsitzenden.

## Parlamentsabstimmung
Die türkische Verfassung schreibt für Verfassungsänderungen eine Zweidrittelmehrheit im Parlament vor. Wird diese Mehrheit nicht erreicht, kann eine Verfassungsänderung auch durchgeführt werden, wenn die Mehrheit der Wähler in einer Volksabstimmung dafür stimmt. Um eine solche Volksabstimmung abhalten zu können, müssen sich allerdings zuerst mindestens 60 % der Parlamentsabgeordneten dafür aussprechen.
In einer ersten Abstimmungsrunde, die sich vom 9. Januar bis 15. Januar 2017 hinzog, hatten die Abgeordneten Gelegenheit, die zur Debatte stehenden einzelnen Verfassungsänderungen zu debattieren und Änderungsvorschläge anzubringen, über die dann abgestimmt wurde. Von der Opposition wurden dabei Unregelmäßigkeiten und Verfahrensmängel kritisiert. Einige AKP-Abgeordnete stimmten mit offen sichtbarem Stimmzettel ab, was nach der Wahlordnung nicht erlaubt war und als Einschüchterungsversuch gegenüber Personen, die mit „Nein“ stimmen wollten, gesehen wurde. Außerdem kam es zu einigen Handgreiflichkeiten. Die zweite, endgültige Abstimmungsrunde, in der keine Änderungen mehr möglich waren, fand am 20. Januar 2017 statt.
Bei der Parlamentsabstimmung am 20. Januar 2017 waren 537 Abgeordnete des 550 Abgeordnete umfassenden Parlaments abstimmungsfähig. 11 Abgeordnete der pro-kurdischen HDP waren unter der Anklage des Terrorismus inhaftiert worden und konnten nicht teilnehmen. Ein Antrag der HDP, diese Abgeordneten zur Abstimmung zuzulassen, wurde am 7. Januar 2017 abgelehnt. Daher wurde die Abstimmung von den übrigen 48 HDP-Abgeordneten boykottiert. Ein AKP-Abgeordneter konnte wegen Krankheit nicht an der Abstimmung teilnehmen, ein weiterer (AKP) war nicht stimmberechtigt, weil er das Amt des Parlamentssprechers ausübte.
Vor der Abstimmung hatten 6 der 39 MHP-Abgeordneten erklärt, mit „Nein“ stimmen zu wollen. Theoretisch lag damit die Zahl der Befürworter bei 315 (AKP) + 33 (MHP) = 348 Stimmen. Von der 133 Abgeordnete starken CHP-Fraktion und den 2 unabhängigen Abgeordneten wurde ein geschlossenes Nein-Votum erwartet. Letztlich stimmten 339 Abgeordnete für die Änderungen. Damit war die 60-%-Hürde (330 Stimmen) überschritten, aber die Zweidrittelmehrheit (367 Stimmen) nicht erreicht worden. Damit war der Weg frei zum Referendum. Die folgende Tabelle zeigt das theoretisch zu erwartende Abstimmungsverhalten der Abgeordneten.
| Theoretische Stimmabgaben nach Parteizugehörigkeiten | Theoretische Stimmabgaben nach Parteizugehörigkeiten | Theoretische Stimmabgaben nach Parteizugehörigkeiten | Theoretische Stimmabgaben nach Parteizugehörigkeiten | Theoretische Stimmabgaben nach Parteizugehörigkeiten | Theoretische Stimmabgaben nach Parteizugehörigkeiten | Theoretische Stimmabgaben nach Parteizugehörigkeiten | Theoretische Stimmabgaben nach Parteizugehörigkeiten | Theoretische Stimmabgaben nach Parteizugehörigkeiten | Theoretische Stimmabgaben nach Parteizugehörigkeiten |
| Partei                                               | Partei                                               | Partei                                               | Parteiführer                                         | Wahl- empfehlung                                     | Abgeordnete                                          | im Parlament anwesend                                | „Ja“- Votum                                          | „Nein“- Votum                                        | Grafische Darstellung |
| ---------------------------------------------------- | ---------------------------------------------------- | ---------------------------------------------------- | ---------------------------------------------------- | ---------------------------------------------------- | ---------------------------------------------------- | ---------------------------------------------------- | ---------------------------------------------------- | ---------------------------------------------------- | --- |
|                                                      | AKP                                                  | Partei für Gerechtigkeit und Aufschwung              | Binali Yıldırım                                      | Ja                                                   | 317                                                  | 315                                                  | 315                                                  | 0                                                    | |
|                                                      | CHP                                                  | Republikanische Volkspartei                          | Kemal Kılıçdaroğlu                                   | Nein                                                 | 133                                                  | 133                                                  | 0                                                    | 133                                                  | |
|                                                      | MHP                                                  | Partei der Nationalistischen Bewegung                | Devlet Bahçeli                                       | Ja                                                   | 39                                                   | 39                                                   | 33                                                   | 6                                                    | |
|                                                      | HDP                                                  | Demokratische Partei der Völker                      | Selahattin Demirtaş / Figen Yüksekdağ                | Nein                                                 | 59                                                   | 48                                                   | Abstimmungsboykott                                   | Abstimmungsboykott                                   | |
|                                                      |                                                      | Unabhängige                                          |                                                      | Nein                                                 | 2                                                    | 2                                                    | 0                                                    | 2                                                    | Parlamentsabgeordnete nach Parteien. Die 13 Parlamentsabgeordneten, die nicht an der Wahl teilnehmen konnten, sind schwarz gekennzeichnet. 330 = 60-%-Mehrheit, 367 = Zweidrittelmehrheit. |
| Gesamt                                               | Gesamt                                               | Gesamt                                               | Gesamt                                               | Gesamt                                               | 550                                                  | 537                                                  | 348                                                  | 141                                                  | Parlamentsabgeordnete nach Parteien. Die 13 Parlamentsabgeordneten, die nicht an der Wahl teilnehmen konnten, sind schwarz gekennzeichnet. 330 = 60-%-Mehrheit, 367 = Zweidrittelmehrheit. |

## Standpunkte

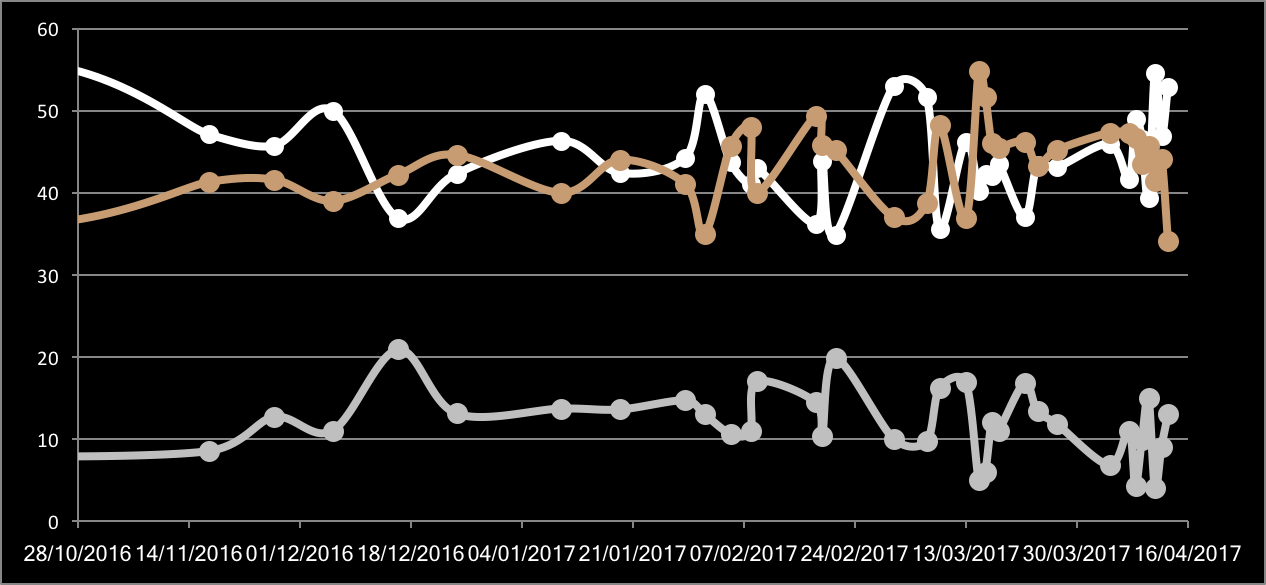
Umfragen-Koordinatensystem zum Verfassungsreferendum: weiß = ja; braun = nein; grau = Enthaltung

Laut Umfragen war die Bevölkerung bei der Frage der Volksabstimmung tief gespalten, gleichzeitig wussten die meisten Türken nicht, was in der neuen Verfassung steht. Es ist jedoch weltweit ein bekanntes Problem, dass bei demokratischen Wahlen oder Abstimmungen ein Großteil der Wahlberechtigten in wichtigen Kernfragen uninformiert ist. Die Zeit Online berichtete rund einen Monat vor der Abstimmung, dass laut Meinungsumfragen in der Türkei das Lager der Gegner eines Präsidialsystems weiterhin größer als das Lager der Befürworter sei. Etyen Mahçupyan, Berater des ehemaligen Ministerpräsidenten Ahmet Davutoğlu, sprach von einer Angst der Wähler, bei Umfragen ihre tatsächliche Meinung zu äußern; daher sei den Umfrageergebnisse nicht zu trauen. Das Meinungsforschungsinstitut Avrasya Kamuoyu Araştırma (kurz AKAM) ließ am 11. April 2017 verlauten, dass man ein „eindeutiges Ergebnis pro Nein“ erwarte und fügte hinzu, dass das Institut geschlossen werde, sollte dem nicht so sein. Das Institut wurde später geschlossen, allerdings mit dem Vorwurf des Wahlbetrugs.
Halil Berktay von der Sabancı-Universität unterstützte die Änderungen. Die Verfassungsexperten Kemal Gözler und İbrahim Kaboğlu lehnten diese ab, da sie ihrer Meinung nach zu einer starken Erosion der Gewaltenteilung führen.
Die Zeitung Hürriyet veröffentlichte im Februar 2017 ein fertiges Interview mit Nobelpreisträger Orhan Pamuk nicht, weil er sich darin für ein „Nein“ in der Volksabstimmung ausgesprochen hatte.

### Stellungnahmen aus Westeuropa
In einer Stellungnahme vom 10. März 2017 hat die Venedig-Kommission des Europarats vor einem „Ein-Personen-Regime“ nach der Einführung des Präsidialsystems gewarnt. Die Einschätzung der Venedig-Kommission gilt als eine wichtige Richtschnur für EU-Mitgliedstaaten, aber auch für die EU-Kommission.
Die Kommissions-Experten warnten davor, dass ohne Kontrollinstanzen die Reform nicht dem Modell eines demokratischen präsidentiellem System entspreche, sondern die Gefahr der Entwicklung zu einem autoritären System berge. So wurde kritisiert, dass der Präsident danach über die Ernennung und Entlassung von Ministern und hohen Beamten aufgrund von Kriterien, die er allein festlege, entscheiden werde. Kritisch sahen die Rechtsexperten auch, dass der Präsident künftig die Möglichkeit hat, zugleich das Amt eines Parteichefs auszuüben. Damit könne er einen unangemessenen Einfluss auf die Gesetzgebung ausüben.
Nach der Auffassung der Venedig-Kommission ist die Tatsache, dass der Staatschef künftig bei jedem beliebigen Anlass das Parlament auflösen kann, einem demokratischen präsidentiellen System gänzlich fremd. Sorgen bereitete dem Europarat zudem die Justiz, deren Unabhängigkeit und Fähigkeit zur Kontrolle der Exekutive durch die Reform weiter geschwächt werde.
Die Kommission kritisierte zusätzlich Mängel bei der Abstimmung im Parlament in Ankara im Januar 2017, durch welche die Volksabstimmung auf den Weg gebracht wurde. Die Abgeordneten der Regierungspartei AKP waren dabei gezwungen, ihre Stimme offen abzugeben. An der Abstimmung konnten mehrere Abgeordnete der zweitgrößten Oppositionspartei nicht teilnehmen, weil sie im Gefängnis saßen. Schließlich kommen die Rechts-Experten zum Urteil, dass die Volksabstimmung besser nicht während des gegenwärtigen Ausnahmezustandes abgehalten werden solle, da unter diesen Umständen der freie Zugang von Wählern zu den Urnen nicht sicher sei.

Zum Verfassungsreferendum hatte sich der türkische Wirtschaftswissenschaftler Şefik Alp Bahadır entschieden für die Verfassungsänderung ausgesprochen: 

„Die Türkei (ist) durch starke ethnische Widersprüche, sowie ideologische, religiöse und kulturelle Unterschiede gekennzeichnet. Bei derart großen Differenzen funktioniert das parlamentarische System, das auf Konsensus basiert, in der Türkei nicht. Die Parteien werden sich in keinem einzigen Punkt einig. Es gibt in der Türkei eine tiefe Spaltung, die alle Bereiche in der Gesellschaft betrifft.“

## Durchführung
Die Abstimmung fand am 16. April 2017 statt, weil das türkische Gesetz vorschreibt, dass Abstimmungen am ersten Sonntag nach Ablauf von 60 Tagen nach der Verkündung des entsprechenden Gesetzes im Amtsblatt stattfinden müssen. Bei dieser genügt eine einfache Mehrheit zur Annahme des Gesetzes.
Gemäß Art. 4 Abs. 1 des Gesetzes Nr. 3376 (zuletzt geändert durch Art. 1 des Gesetzes Nr. 3468 vom 7. August 1988) steht auf den Stimmzetteln „Ja“ (Evet) auf weißem sowie „Nein“ (Hayır) auf braunem Grund und keine spezifische Frage oder Erläuterung; das entsprechende Feld muss mit einem bereitgestellten Stempel gekennzeichnet werden, Art. 4 Abs. 2 des Gesetzes Nr. 3376.

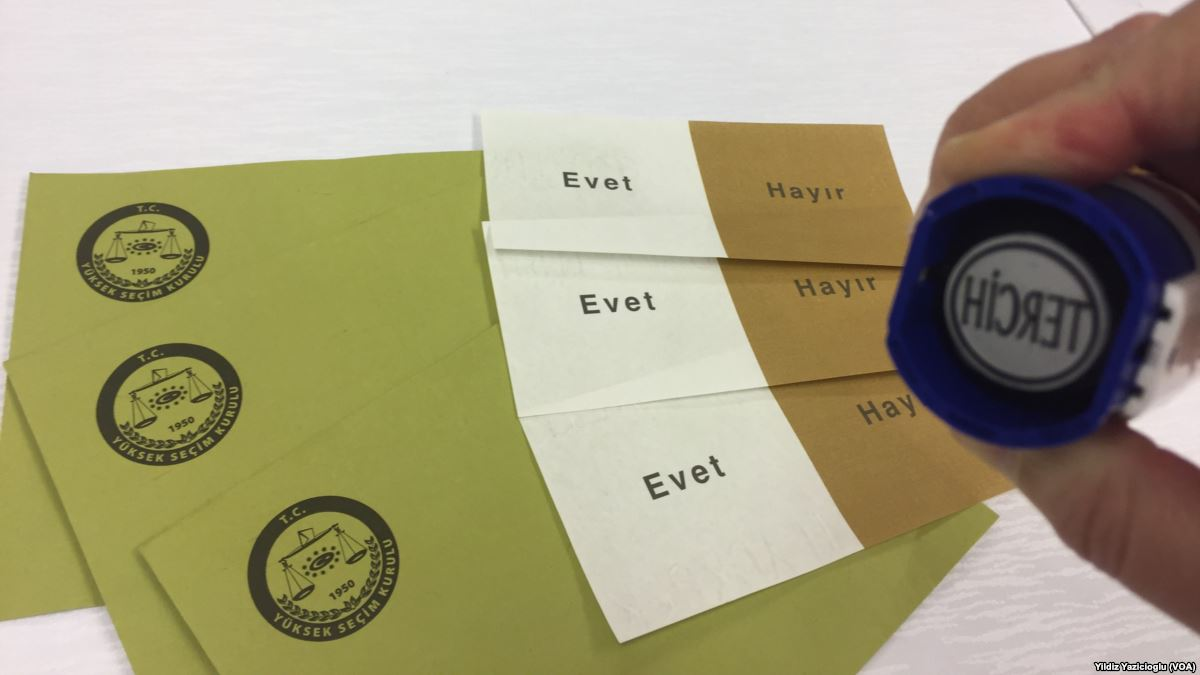
Abstimmzetteln, Umschläge und Stempel mit Tercih (dt. „Auswahl“).
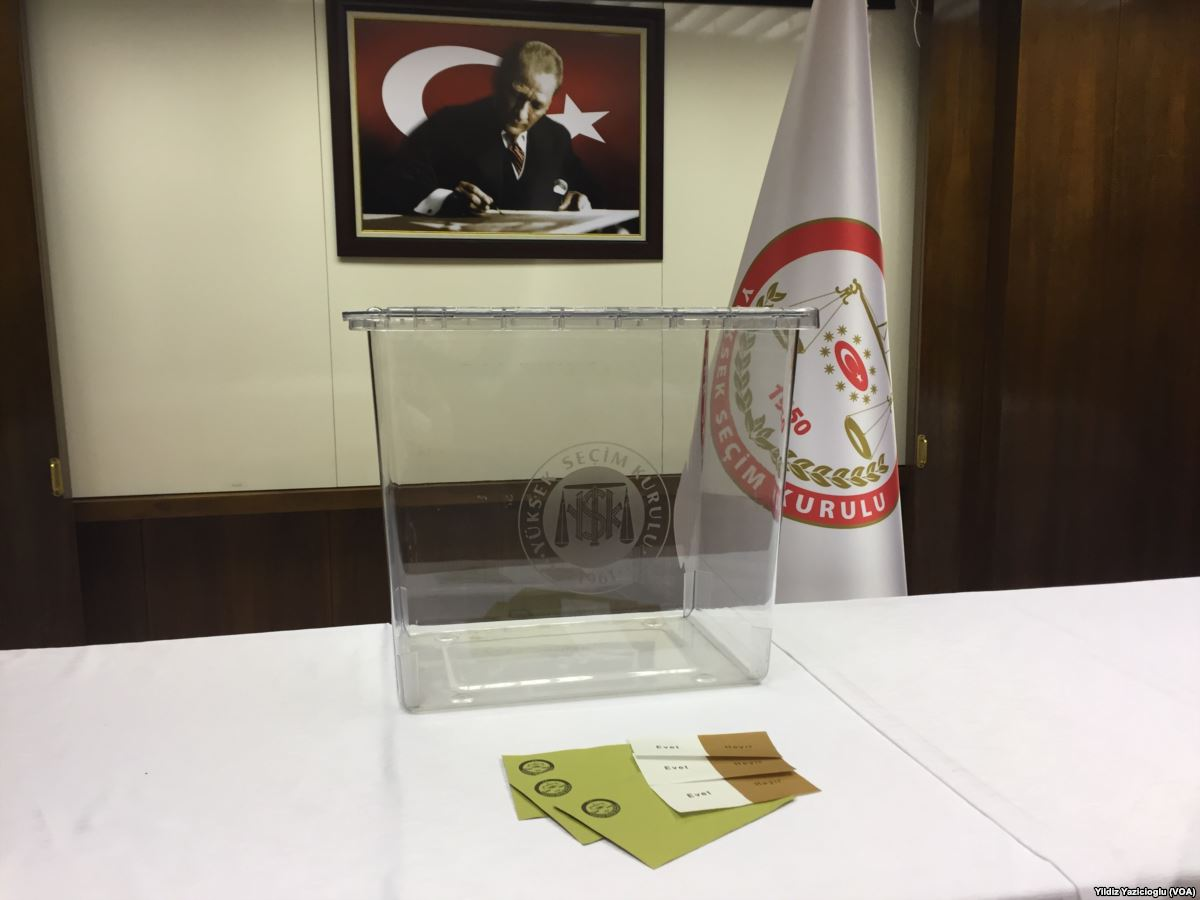
Wahlurne.
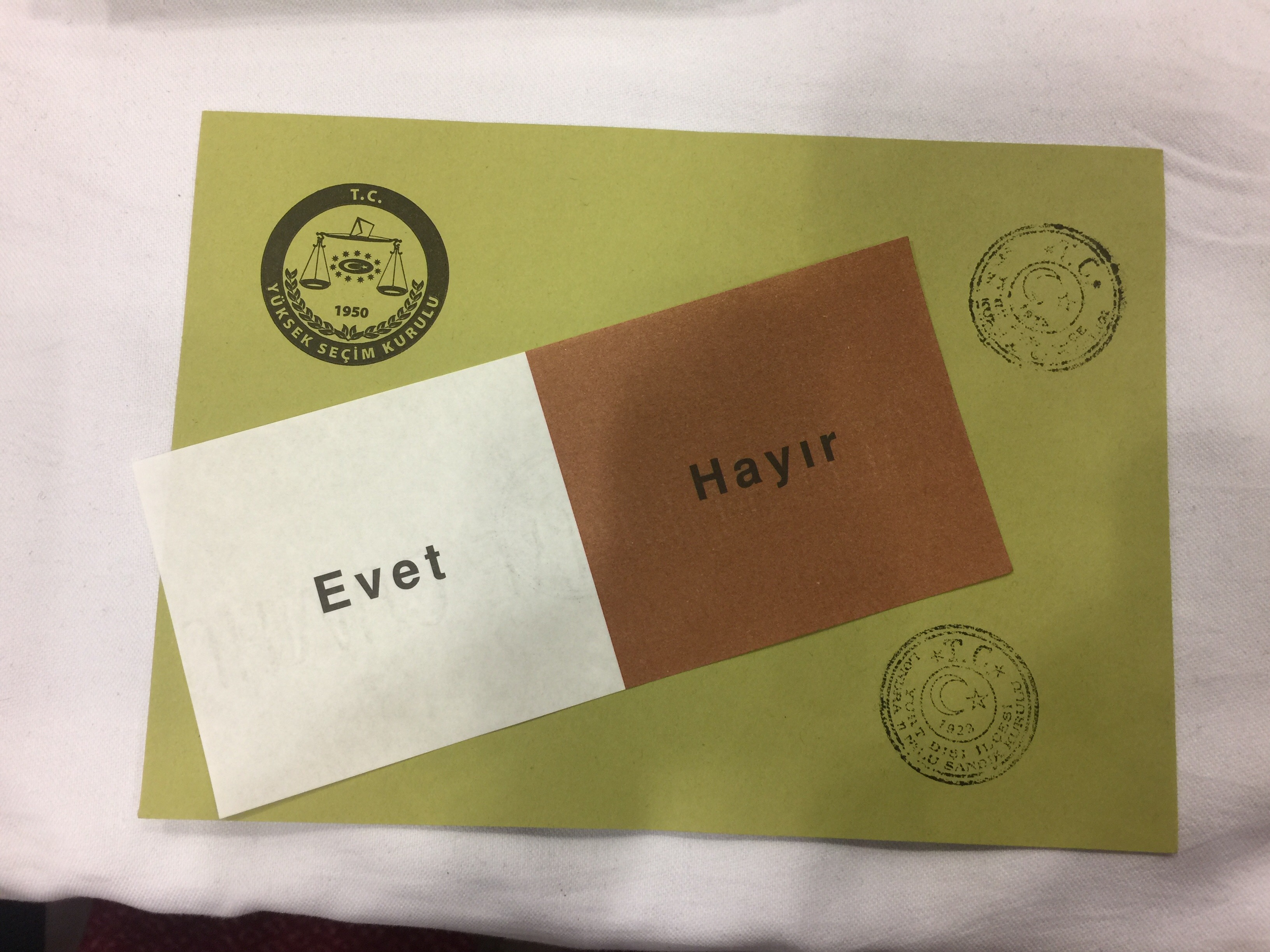
Abstimmzettel und Umschlag mit Emblem und Stempelabdrücken

Stimmzettel und Umschläge waren mit amtlichem Stempel zu versehen. Entgegen der Regelung des Art. 101 Abs. 1 Nr. 3 des Gesetzes Nr. 298 erklärte der Hohe Wahlausschuss auch Stimmzettel und Umschläge ohne solchen Stempelabdruck für gültig.

## Ergebnis
Am (späten) Abend des Wahltages erklärte der Hohe Wahlausschuss das „Ja-Lager“ zum Sieger. Die Opposition (CHP, HDP, Teile der MHP) erheben schwere Vorwürfe gegen den Hohen Wahlausschuss, die AKP und Erdoğan, die Wahl manipuliert und somit nicht rechtens gewonnen zu haben. Die säkulare CHP spricht von 2,5 Millionen zusätzlichen (und wahlentscheidenden) Stimmen für „Ja“.

### Gesamtergebnis
| Ergebnis des Verfassungsreferendums 2017 (85,43 % Beteiligung) | Ergebnis des Verfassungsreferendums 2017 (85,43 % Beteiligung) | Ergebnis des Verfassungsreferendums 2017 (85,43 % Beteiligung) | Ergebnis des Verfassungsreferendums 2017 (85,43 % Beteiligung) | Ergebnis des Verfassungsreferendums 2017 (85,43 % Beteiligung) | Ergebnis des Verfassungsreferendums 2017 (85,43 % Beteiligung) | Ergebnis des Verfassungsreferendums 2017 (85,43 % Beteiligung) | Ergebnis des Verfassungsreferendums 2017 (85,43 % Beteiligung) | Ergebnis des Verfassungsreferendums 2017 (85,43 % Beteiligung) |
| Auswahl                                                        | Stimmen                                                        | Stimmen                                                        | Stimmen                                                        | Stimmen                                                        | Stimmen                                                        | Stimmen                                                        | Stimmen                                                        | Stimmen                                                        |
| Auswahl                                                        | Inland                                                         | Inland                                                         | Ausland                                                        | Ausland                                                        | Grenzen                                                        | Grenzen                                                        | Gesamt                                                         | Gesamt                                                         |
| Auswahl                                                        | Anzahl                                                         | %                                                              | Anzahl                                                         | %                                                              | Anzahl                                                         | %                                                              | Anzahl                                                         | %                                                              |
| -------------------------------------------------------------- | -------------------------------------------------------------- | -------------------------------------------------------------- | -------------------------------------------------------------- | -------------------------------------------------------------- | -------------------------------------------------------------- | -------------------------------------------------------------- | -------------------------------------------------------------- | -------------------------------------------------------------- |
| Ja                                                             | 24.325.633                                                     | 51,18                                                          | 778.833                                                        | 59,46                                                          | 52.997                                                         | 54,17                                                          | 25.157.463                                                     | 51,41                                                          |
| Nein                                                           | 23.203.316                                                     | 48,82                                                          | 530.988                                                        | 40,54                                                          | 44.837                                                         | 45,83                                                          | 23.779.141                                                     | 48,59                                                          |
|                                                                |                                                                |                                                                |                                                                |                                                                |                                                                |                                                                |                                                                |                                                                |
| Gesamt                                                         | 47.528.949                                                     | 100                                                            | 1.309.821                                                      | 100                                                            | 97.834                                                         | 100                                                            | 48.936.604                                                     | 100                                                            |
|                                                                |                                                                |                                                                |                                                                |                                                                |                                                                |                                                                |                                                                |                                                                |
| Registrierte Wähler                                            | 55.319.222                                                     | -                                                              | 2.972.676                                                      | -                                                              | 2.972.676                                                      | -                                                              | 58.291.898                                                     | -                                                              |
| Beteiligung                                                    | 48.374.576                                                     | 87,45                                                          | 1.325.682                                                      | 44,60                                                          | 98.597                                                         | 3,32                                                           | 49.798.855                                                     | 85,43                                                          |
| Gültige Stimmen                                                | 47.528.949                                                     | 98,25                                                          | 1.309.821                                                      | 98,80                                                          | 97.834                                                         | 99,23                                                          | 48.936.604                                                     | 98,27                                                          |
| Ungültige Stimmen                                              | 845.627                                                        | 1,75                                                           | 15.861                                                         | 1,20                                                           | 763                                                            | 0,77                                                           | 862.251                                                        | 1,73                                                           |

### Ergebnis nach Provinzen
| Adana (01)                  | 1.510.122  | 1.302.288  | 86,24 | 1.281.151  | 98,38 | 535.932    | 41,83 | 745.219    | 58,17 |
| Adıyaman (02)               | 390.493    | 336.098    | 86,07 | 329.957    | 98,17 | 230.176    | 69,76 | 99.781     | 30,24 |
| Afyonkarahisar (03)         | 500.722    | 446.104    | 89,09 | 435.854    | 97,70 | 281.392    | 64,56 | 154.462    | 35,44 |
| Ağrı (04)                   | 292.701    | 208.469    | 71,22 | 202.528    | 97,15 | 87.257     | 43,08 | 115.271    | 56,92 |
| Amasya (05)                 | 242.414    | 219.528    | 90,56 | 215.727    | 98,27 | 121.360    | 56,26 | 94.367     | 43,74 |
| Ankara (06)                 | 3.853.894  | 3.467.364  | 89,97 | 3.415.752  | 98,51 | 1.668.601  | 48,85 | 1.747.151  | 51,15 |
| Antalya (07)                | 1.636.742  | 1.429.076  | 87,31 | 1.403.836  | 98,23 | 574.421    | 40,92 | 829.415    | 59,08 |
| Artvin (08)                 | 127.944    | 108.868    | 85,09 | 106.478    | 97,80 | 49.974     | 46,93 | 56.504     | 53,07 |
| Aydın (09)                  | 794.509    | 699.942    | 88,10 | 687.056    | 98,16 | 245.016    | 35,66 | 442.040    | 64,34 |
| Balıkesir (10)              | 917.350    | 824.390    | 89,87 | 810.339    | 98,30 | 368.741    | 45,50 | 441.598    | 54,50 |
| Bilecik (11)                | 151.752    | 137.448    | 90,57 | 134.821    | 98,09 | 65.867     | 48,86 | 68.954     | 51,14 |
| Bingöl (12)                 | 174.843    | 137.171    | 78,45 | 132.260    | 96,42 | 95.987     | 72,57 | 36.273     | 27,43 |
| Bitlis (13)                 | 193.791    | 152.573    | 78,73 | 148.055    | 97,04 | 87.868     | 59,35 | 60.187     | 40,65 |
| Bolu (14)                   | 221.237    | 197.371    | 89,21 | 193.847    | 98,21 | 120.685    | 62,26 | 73.162     | 37,74 |
| Burdur (15)                 | 193.771    | 173.499    | 89,54 | 169.001    | 97,41 | 87.451     | 51,75 | 81.550     | 48,25 |
| Bursa (16)                  | 2.107.944  | 1.885.058  | 89,43 | 1.856.794  | 98,50 | 987.929    | 53,21 | 868.865    | 46,79 |
| Çanakkale (17)              | 397.443    | 359.839    | 90,54 | 353.965    | 98,37 | 139.974    | 39,54 | 213.991    | 60,46 |
| Çankırı (18)                | 130.258    | 110.757    | 85,03 | 108.740    | 98,18 | 79.760     | 73,35 | 28.980     | 26,65 |
| Çorum (19)                  | 386.248    | 346.138    | 89,62 | 340.208    | 98,29 | 219.394    | 64,49 | 120.814    | 35,51 |
| Denizli (20)                | 734.996    | 664.554    | 90,42 | 651.184    | 97,99 | 289.986    | 44,53 | 361.198    | 55,47 |
| Diyarbakır (21)             | 991.212    | 801.500    | 80,86 | 776.822    | 96,92 | 251.733    | 32,41 | 525.089    | 67,59 |
| Edirne (22)                 | 308.129    | 272.510    | 88,44 | 267.470    | 98,15 | 78.914     | 29,50 | 188.556    | 70,50 |
| Elazığ (23)                 | 405.354    | 342.529    | 84,50 | 335.393    | 97,92 | 240.773    | 71,79 | 94.620     | 28,21 |
| Erzincan (24)               | 153.980    | 135.686    | 88,12 | 133.719    | 98,55 | 80.903     | 60,50 | 52.816     | 39,50 |
| Erzurum (25)                | 483.653    | 410.871    | 84,95 | 403.596    | 98,23 | 300.589    | 74,48 | 103.007    | 25,52 |
| Eskişehir (26)              | 636.061    | 567.634    | 89,24 | 558.617    | 98,41 | 236.994    | 42,43 | 321.623    | 57,57 |
| Gaziantep (27)              | 1.178.748  | 982.983    | 83,39 | 967.090    | 98,38 | 603.954    | 62,45 | 363.136    | 37,55 |
| Giresun (28)                | 327.409    | 271.898    | 83,05 | 266.896    | 98,16 | 164.567    | 61,66 | 102.329    | 38,34 |
| Gümüşhane (29)              | 101.044    | 74.105     | 73,34 | 72.651     | 98,04 | 54.601     | 75,16 | 18.050     | 24,84 |
| Hakkari (30)                | 161.928    | 131.017    | 80,91 | 126.793    | 96,78 | 41.104     | 32,42 | 85.689     | 67,58 |
| Hatay (31)                  | 1.016.175  | 892.478    | 87,83 | 879.383    | 98,53 | 401.405    | 45,65 | 477.978    | 54,35 |
| Isparta (32)                | 309.263    | 271.669    | 87,84 | 265.703    | 97,80 | 148.837    | 56,02 | 116.866    | 43,98 |
| Mersin (33)                 | 1.246.180  | 1.096.490  | 87,99 | 1.077.359  | 98,26 | 387.350    | 35,95 | 690.009    | 64,05 |
| İstanbul (34)               | 10.518.057 | 9.340.222  | 88,80 | 9.207.780  | 98,58 | 4.479.196  | 48,65 | 4.728.584  | 51,35 |
| İzmir (35)                  | 3.174.549  | 2.832.870  | 89,24 | 2.790.509  | 98,50 | 870.681    | 31,20 | 1.919.828  | 68,80 |
| Kars (36)                   | 181.257    | 141.888    | 78,28 | 139.186    | 98,10 | 70.922     | 50,95 | 68.264     | 49,05 |
| Kastamonu (37)              | 278.386    | 232.890    | 83,66 | 227.608    | 97,73 | 147.530    | 64,82 | 80.078     | 35,18 |
| Kayseri (38)                | 931.951    | 834.477    | 89,54 | 822.636    | 98,58 | 557.397    | 67,76 | 265.239    | 32,24 |
| Kırklareli (39)             | 269.598    | 242.929    | 90,11 | 239.126    | 98,43 | 68.552     | 28,67 | 170.574    | 71,33 |
| Kırşehir (40)               | 162.553    | 138.471    | 85,19 | 135.883    | 98,13 | 72.363     | 53,25 | 63.520     | 46,75 |
| Kocaeli (41)                | 1.299.315  | 1.166.946  | 89,81 | 1.147.264  | 98,31 | 650.336    | 56,69 | 496.928    | 43,31 |
| Konya (42)                  | 1.473.345  | 1.298.525  | 88,13 | 1.274.209  | 98,13 | 928.599    | 72,88 | 345.610    | 27,12 |
| Kütahya (43)                | 420.473    | 379.510    | 90,26 | 371.589    | 97,91 | 261.275    | 70,31 | 110.314    | 29,69 |
| Malatya (44)                | 542.991    | 471.869    | 86,90 | 465.207    | 98,59 | 323.654    | 69,57 | 141.553    | 30,43 |
| Manisa (45)                 | 1.029.622  | 933.101    | 90,63 | 914.008    | 97,95 | 417.386    | 45,67 | 496.622    | 54,33 |
| Kahramanmaraş (46)          | 718.874    | 629.154    | 87,52 | 619.744    | 98,50 | 458.349    | 73,96 | 161.395    | 26,04 |
| Mardin (47)                 | 454.263    | 374.334    | 82,40 | 365.390    | 97,61 | 149.580    | 40,94 | 215.810    | 59,06 |
| Muğla (48)                  | 690.291    | 611.470    | 88,58 | 601.091    | 98,30 | 184.381    | 30,67 | 416.710    | 69,33 |
| Muş (49)                    | 224.854    | 177.855    | 79,10 | 172.684    | 97,09 | 87.314     | 50,56 | 85.370     | 49,44 |
| Nevşehir (50)               | 206.903    | 182.270    | 88,09 | 179.211    | 98,32 | 117.548    | 65,59 | 61.663     | 34,41 |
| Niğde (51)                  | 235.896    | 201.836    | 85,56 | 197.568    | 97,89 | 118.141    | 59,80 | 79.427     | 40,20 |
| Ordu (52)                   | 548.725    | 454.358    | 82,80 | 444.872    | 97,91 | 275.328    | 61,89 | 169.544    | 38,11 |
| Rize (53)                   | 244.622    | 208.495    | 85,23 | 205.186    | 98,41 | 155.028    | 75,55 | 50.158     | 24,45 |
| Sakarya (54)                | 689.537    | 616.766    | 89,45 | 607.001    | 98,42 | 413.091    | 68,05 | 193.910    | 31,95 |
| Samsun (55)                 | 940.313    | 812.278    | 86,38 | 798.235    | 98,27 | 507.303    | 63,55 | 290.932    | 36,45 |
| Siirt (56)                  | 176.248    | 147.212    | 83,53 | 142.486    | 96,79 | 68.121     | 47,81 | 74.365     | 52,19 |
| Sinop (57)                  | 155.178    | 130.162    | 83,88 | 126.975    | 97,55 | 73.324     | 57,75 | 53.651     | 42,25 |
| Sivas (58)                  | 432.597    | 374.007    | 86,46 | 368.181    | 98,44 | 262.449    | 71,28 | 105.732    | 28,72 |
| Tekirdağ (59)               | 709.236    | 632.105    | 89,12 | 622.609    | 98,50 | 242.115    | 38,89 | 380.494    | 61,11 |
| Tokat (60)                  | 416.852    | 365.070    | 87,58 | 359.023    | 98,34 | 226.835    | 63,18 | 132.188    | 36,82 |
| Trabzon (61)                | 567.815    | 484.270    | 85,29 | 476.030    | 98,30 | 316.330    | 66,45 | 159.700    | 33,55 |
| Tunceli (62)                | 60.789     | 50.912     | 83,75 | 50.337     | 98,87 | 9859       | 19,59 | 40.478     | 80,41 |
| Şanlıurfa (63)              | 1.026.443  | 861.730    | 83,95 | 845.908    | 98,16 | 599.073    | 70,82 | 246.835    | 29,18 |
| Uşak (64)                   | 262.384    | 237.260    | 90,42 | 232.315    | 97,92 | 109.263    | 47,03 | 123.052    | 52,97 |
| Van (65)                    | 617.895    | 468.593    | 75,84 | 453.555    | 96,79 | 193.797    | 42,73 | 259.758    | 57,27 |
| Yozgat (66)                 | 294.602    | 246.192    | 83,57 | 242.249    | 98,40 | 179.911    | 74,27 | 62.338     | 25,73 |
| Zonguldak (67)              | 447.591    | 387.640    | 86,61 | 377.314    | 97,34 | 186.197    | 49,35 | 191.117    | 50,65 |
| Aksaray (68)                | 261.111    | 220.403    | 84,41 | 215.895    | 97,95 | 162.985    | 75,49 | 52.910     | 24,51 |
| Bayburt (69)                | 56.885     | 46.772     | 82,22 | 46.060     | 98,48 | 37.629     | 81,70 | 8431       | 18,30 |
| Karaman (70)                | 171.003    | 151.676    | 88,70 | 147.675    | 97,36 | 94.289     | 63,85 | 53.386     | 36,15 |
| Kırıkkale (71)              | 196.469    | 169.078    | 86,06 | 166.262    | 98,33 | 103.784    | 62,42 | 62.478     | 37,58 |
| Batman (72)                 | 329.049    | 273.462    | 83,11 | 264.515    | 96,73 | 96.139     | 36,35 | 168.376    | 63,65 |
| Şırnak (73)                 | 255.296    | 214.666    | 84,09 | 207.089    | 96,47 | 58.607     | 28,30 | 148.482    | 71,70 |
| Bartın (74)                 | 144.809    | 124.867    | 86,23 | 120.904    | 96,83 | 67.744     | 56,03 | 53.160     | 43,97 |
| Ardahan (75)                | 67.435     | 54.178     | 80,34 | 52.984     | 97,80 | 23.455     | 44,27 | 29.529     | 55,73 |
| Iğdır (76)                  | 117.822    | 90.461     | 76,78 | 88.553     | 97,89 | 30.817     | 34,80 | 57.736     | 65,20 |
| Yalova (77)                 | 172.094    | 147.039    | 85,44 | 144.637    | 98,37 | 71.929     | 49,73 | 72.708     | 50,27 |
| Karabük (78)                | 172.642    | 150.060    | 86,92 | 146.612    | 97,70 | 89.031     | 60,73 | 57.581     | 39,27 |
| Kilis (79)                  | 81.118     | 70.583     | 87,01 | 69.373     | 98,29 | 44.461     | 64,09 | 24.912     | 35,91 |
| Osmaniye (80)               | 349.472    | 299.083    | 85,58 | 293.778    | 98,23 | 169.918    | 57,84 | 123.860    | 42,16 |
| Düzce (81)                  | 261.702    | 236.676    | 90,44 | 232.598    | 98,28 | 164.122    | 70,56 | 68.476     | 29,44 |
| Gesamt                      | 55.319.222 | 48.374.576 | 87,45 | 47.528.949 | 98,25 | 24.325.633 | 51,18 | 23.203.316 | 48,82 |
| Quelle: Hoher Wahlausschuss |            |            |       |            |       |            |       |            |       |

## Vorwurf des Wahlbetrugs
Dass die Wahl durch Wahlbetrug entschieden wurde, legen Forschungsergebnisse von Wiener Statistikern vom Complexity Science Hub Vienna nahe. Eine geringe Menge an Wahllokalen schmiert deutlich in einer Wahlergebnis-vs.-Wahlbeteiligung-Punktewolke-Grafik in Richtung 100 % Ja und 100 % Wahlbeteiligung aus – ein Indiz für „ballot-stuffing“, dem „Stopfen“ von zusätzlichen Ja-Stimmen in eine Wahlurne. Dies tritt bei 6 % (± 0,15 % 3-Sigma-Fehlergrenze) der Wahllokale auf. Weiters weichen kleine Wahllokale, die anfälliger sind für „voter rigging“ (Wählermanipulation, wie etwa Einschüchterung oder Verwehren des Zugangs) signifikant vom lokalen Trend ab. Die wahrscheinlichen Manipulationen sind in Richtung und Ausmaß so groß, dass sie die Abstimmung von Nein auf 51,4 % Ja umgedreht haben. Die Analyse aus der Wissenschaftsredaktion des ORF vom 1. Juli 2017 basiert auf 2 Publikationen der 2 Tage zuvor.
Meral Akşener teilte (als sich die Stimmenauszählung mit 99 % dem Ende zuneigte) mit, dass offizielle Zahlen des Hohen Wahlausschusses ein Ergebnis von 48 % für Ja und 52 % für Nein zeigten, wie zwei Parlamentsabgeordnete der MHP vor Ort festgestellt hätten. Die staatliche Nachrichtenagentur Anadolu Ajansı berichtete allerdings von 51,25 % für Ja.

### Rechtsbehelfe der Opposition
Die Opposition (inklusive Teile der (offiziellen) “Ja”-Befürworterin MHP) kündigte bereits am Wahlabend an, das Ergebnis nicht anzuerkennen und dagegen rechtlich vorzugehen. Grund dafür seien die zahlreichen Manipulationen und Wahlbetrug, die bereits während der Volksabstimmung erhoben und dokumentiert wurden. Die OSZE, Beobachter des Europarates und unabhängige Wahlbeobachter bestätigten diese Vorwürfe und die das Referendum beobachtende Politologin Nina Schneider nannte „Angst“ als weiteren Grund, warum das Votum nicht fair und frei sei. Der heftigste Auslöser für Proteste der Oppositionspolitiker und des „Nein“-Lagers ist jedoch die Entscheidung des Hohen Wahlausschusses, nicht amtlich gestempelte (und somit laut Art. 101 Abs. 1 Nr. 3 des Gesetzes Nr. 298 nicht zulässige) Stimmen und Wahlumschläge als gültig gelten zu lassen. Damit seien bis zu 3 Millionen Stimmen für “Ja” zustande gekommen. Die Opposition kündigte am 21. April 2017 an, vor dem Staatsrat gegen die Abstimmung zu klagen, da die Wahlkommission zwei Tage zuvor eine Klage abgewiesen hatte. Allerdings bestimmt Art. 79 Abs. 2 S. 2 der Verfassung, dass gegen Entscheidungen des Hohen Wahlausschusses eine andere Behörde nicht angerufen werden kann.

### Proteste
Nachdem die Ergebnisse herauskamen und sich die Niederlage der „Nein“-Stimmer abzeichnete, riefen die „Nein“-Organisationen zu Kundgebungen auf. In Beşiktaş, einem Stadtteil von Istanbul, versammelten sich im Stadtzentrum bis zu 2000 Demonstranten und bezeichneten Präsident Erdoğan als „Dieb, Mörder Erdoğan!“. In Kadiköy (asiatischer Teil) lehnten sich die Hausbewohner aus dem Fenster, klatschten und schlugen als Zeichen des Protestes auf Töpfe und hielten Plakate mit dem Slogan „Das ‚Nein‘ ist nicht zu Ende, es fängt gerade erst an“ in die Höhe. Weitere Proteste gab es in Ankara und Izmir. Weitere Protestaufrufe gegen Erdogan und das neue Präsidialsystem gibt es z. B. von den Gruppen „Hayir Besiktas“ (Nein Besiktas) oder „Haziran Hareketi“ (Juni-Bewegung).

## Reaktionen auf den Ausgang
Ministerpräsident Binali Yildirim (AKP) sagte: „Wir sind eine Nation. […] Wir werden unsere Einheit und Solidarität wahren. […] Es gibt keine Verlierer dieser Volksabstimmung. Gewonnen hat die Türkei und mein edles Volk. Jetzt ist es Zeit, eins zu sein.“ Das Volk habe das letzte Wort gesprochen. Es habe «Ja» gesagt und einen Punkt gesetzt. Präsident Erdoğan erklärte, das Volk habe „eine historische Entscheidung“ getroffen. Der Vorsitzende der rechtsextremen MHP, Devlet Bahçeli, sagte: „Unser edles Volk ist mit einer großen Reife an die Urnen gegangen und hat mit seinem freien Willen dem Übergang in ein Präsidialsystem zugestimmt. Das ist ein sehr wichtiger Erfolg. Jeder muss das respektieren.“

### OSZE
Die Wahlbeobachter der Organisation für Sicherheit und Zusammenarbeit in Europa sagten, das Verfassungsreferendum am 16. April habe unter ungleichen Bedingungen stattgefunden. Außerdem betonten sie, dass die beiden Seiten der Kampagne nicht die gleichen Möglichkeiten gehabt haben und die Wähler nicht mit unabhängigen Informationen über zentrale Aspekte der Reform versorgt worden seien, die für einen demokratischen Prozess wesentlich sind. Der oberste Wahlbeobachter der OSZE, Michael Georg Link, warf der türkischen Regierung zudem vor, bei der Klärung der Manipulationsvorwürfe beim Verfassungsreferendum nicht zu kooperieren, merkte zugleich jedoch an, dass die Volksbefragung „rein technisch ordentlich abgelaufen“ sei.

### Europäische Union
Die Europäische Kommission reagierte zunächst zurückhaltend auf den Ausgang des Referendums. Man warte noch auf die Bewertung der internationalen Wahlbeobachter, „auch mit Blick auf angebliche Unregelmäßigkeiten“, schrieben die EU-Außenbeauftragte Federica Mogherini, der EU-Kommissar für Nachbarschaftspolitik Johannes Hahn und EU-Kommissionschef Juncker.

„Die Werte und Verpflichtungen im Rahmen des Europarats sollten die türkische Regierung zu einem freien und ehrlichen Dialog mit allen Teilen des politischen und sozialen Lebens bringen. Die Organisation eines Referendums über die Todesstrafe würde natürlich einen Bruch mit diesen Werten und Verpflichtungen darstellen.“

Geert Wilders, der Vorsitzende der Partei für Freiheit (Niederlande), sagte: „Wenn sie 'Ja' gesagt haben, dann sollten sie dieses Land verlassen.“
Letztendlich entschieden sich die Außenminister der EU-Mitgliedsstaaten nach einer Erklärung vom 28. April 2017 aber dafür, den Beitrittsprozess der Türkei zur Europäischen Union nicht zu stoppen. Man ließ nach einem Treffen auf Malta über die Außenbeauftragte Mogherini verlautbaren, dass man das Ergebnis des Referendums respektiere und der Beitrittsprozess weitergehe.

#### Europäisches Parlament
Ulrike Lunacek, eine der 14 Vizepräsidenten des Europäischen Parlaments und Delegationsleiterin der österreichischen Grünen, äußerte, die EU dürfe die Erdoğan-Opposition nicht vergessen, die heute für eine demokratische Türkei gestimmt habe. Dass trotz des massiven Drucks bis hin zu Gewaltdrohungen und Inhaftierungen sowie Ausschaltung der Medienfreiheit das Nein-Lager ein derartig starkes Zeichen für eine demokratische wie europäische Türkei gesetzt habe, lasse für eine Zukunft nach dieser autoritären „Revolution von oben“ hoffen. Die relativ knapp bestätigte autoritäre Ausrichtung der Erdoğan’schen Politik müsse von der EU mit einem gleichermaßen eindeutigen Bekenntnis zu den europäischen Werten beantwortet werden. Die von Erdoğan angestrebte verstärkte wirtschaftliche Zusammenarbeit dürfe es nicht geben, solange er seinen autoritären Kurs fortsetze. Verhandlungen über die Modernisierung der Zollunion dürften erst geführt werden, wenn Erdoğan unter Beweis gestellt habe, dass er bereit sei, Zugeständnisse zu machen und zur Demokratie zurückzukehren. Der Vorsitzende des EU Ausschusses für auswärtige Angelegenheiten Elmar Brok (CDU) folgerte, dass das zur Abstimmung gestellte Staatssystem die Türkei EU-untauglich mache, man aber nicht sämtliche Beziehungen abbrechen solle. Man würde sich so an der Hälfte der türkischen Bevölkerung versündigen, die mit „Nein“ gestimmt habe. Auch die Tür für Beitrittsgespräche solle nach Brok nicht zugeschlagen werden. Nur wenn Erdoğan die Todesstrafe einführe, könne es wirklich keine Beitrittsverhandlungen mehr geben.

#### Deutschland
Bundeskanzlerin Angela Merkel (CDU) hat Erdoğan aufgefordert, nach seinem knappen Sieg beim Verfassungsreferendum auf seine politischen Gegner zuzugehen. Angesichts der tiefen Spaltung der türkischen Gesellschaft erwarte die Bundesregierung, dass die türkische Regierung „einen respektvollen Dialog mit allen politischen und gesellschaftlichen Kräften des Landes sucht“. Die Beauftragte der Bundesregierung für Migration, Flüchtlinge und Integration Aydan Özoğuz (SPD) sagte: „Unter dem Strich haben nur etwa 14 Prozent aller hier lebenden Deutsch-Türken mit Ja gestimmt. Das ist klar nicht die Mehrheit. Das muss man mal zur Kenntnis nehmen.“ Bundesinnenminister Thomas de Maizière (CDU) sagte: „Jetzt muss rasch Klärung darüber hergestellt werden, ob die Abstimmung fair und sauber abgelaufen ist, soweit man unter den derzeitigen Umständen in der Türkei überhaupt davon sprechen kann“. Bundesverteidigungsministerin Ursula von der Leyen (CDU) sagte: „Die Entwicklung in der Türkei macht es uns schwer, aber keiner sollte glauben, dass eine Türkei außerhalb der NATO einfacher ist im Umgang als eine Türkei in der NATO. Es ist jetzt vor allem an Präsident Erdoğan, zu zeigen, dass er in der Allianz, die mehr ist als ein reines militärisches Bündnis, ein verlässlicher Partner bleiben möchte. Uns verbinden weiterhin gemeinsame Sicherheitsinteressen.“

##### Opposition
Cem Özdemir, Bundesvorsitzender von Bündnis 90/Die Grünen sagte: „Ein ‚Weiter so‘ kann es jedenfalls nicht geben. Mit Erdoğan wird es keine Mitgliedschaft in der Europäischen Union geben.“ Bundestags-Vizepräsidentin Claudia Roth (Bündnis 90/Die Grünen) fügte hinzu: „Unsere Beziehungen zur Türkei brauchen nun eine grundlegende Neuvermessung. Millionen von Türkinnen und Türken haben ihre Stimme für die Demokratie erhoben – trotz massiver Einschüchterung, willkürlicher Verhaftungen und einer unfreien Presse“ Sahra Wagenknecht (Die Linke) erklärte: „Eine Politik des ‚Weiter so‘ von Kanzlerin Merkel und Außenminister Gabriel wäre verheerend. Der heutige Tag ist eine Zäsur für die Türkei. Durch Manipulationen ist es dem türkischen Präsidenten Erdoğan gelungen, eine Mehrheit für eine Diktatur zu erreichen. Die Bundesregierung ist gefordert klarzumachen, auf wessen Seite sie steht: Auf der Seite der Demokratie oder auf der Seite der Diktatur Erdoğans.“ Sevim Dağdelen (Die Linke) sagte hingegen: „Erdoğan scheint sich durch organisierte Behinderung der Opposition eine Mehrheit für die Diktatur gesichert zu haben. Was wir jetzt sehen, ist das Ergebnis der Wahlmanipulationen wie sie von der OSZE im Vorfeld detailliert beschrieben wurden. Ein ‚Weiter so‘ bei der deutschen Türkeipolitik darf es nicht geben. Wir brauchen jetzt ein deutliches Signal an Erdoğans Diktatur: Stopp der Beitrittsverhandlungen und aller Rüstungsexporte. Die Bundeswehr müssen wir abziehen. Der bisherige Schmusekurs hat Erdoğan stark gemacht. Alle EU-Zahlungen an Erdoğan und sein Regime sind einzustellen. Kein Geld, keine Waffen und keine Soldaten mehr für Erdoğan.“ Andrej Hunko (Die Linke) erklärte, dass „weder von freien noch von fairen Wahlen gesprochen werden könne“. Es „wurde uns auch berichtet, dass in den Tagen zuvor massiv potenzielle Gegner der Regierung in Gewahrsam genommen worden waren und sie dadurch nicht an der Abstimmung teilnehmen konnten.“

##### Türkeistämmige
„Wir – also die Parteien und Organisationen – müssen das Ergebnis genau analysieren und Wege finden, wie man diese Menschen besser erreicht, die in Deutschland in Freiheit leben, aber sich für die Menschen in der Türkei die Autokratie wünschen.“

„Viele von denen, die hierzulande die AKP bei dem Referendum unterstützt haben, würden wahrscheinlich nicht einmal eine Woche in der Türkei leben können, weil ihnen dann elementare Freiheiten fehlen würden.“

#### Österreich
Bundespräsident Alexander Van der Bellen sagte, dass Ankara sich „mit dem umstrittenen und knappen ‚Ja‘ zu einem ‚autoritären Präsidialsystem‘“ weiter von den demokratischen Werten und Standards Europas weg bewege. „Ein EU-Beitritt der Türkei rückt in immer weitere Ferne“, erklärte Van der Bellen. Außenminister Sebastian Kurz erklärte: Das Votum sei auch „ein klares Signal gegen die Europäische Union“. Es brauche „endlich Ehrlichkeit, was das Verhältnis zwischen der EU und der Türkei betrifft. Die Zeit des Taktierens muss endlich vorbei sein. Die Türkei kann nicht Mitglied werden.“ Bundeskanzler Christian Kern twitterte: „Erdoğan hat den Bruch mit dem europäischen Grundkonsens von Demokratie und Rechtsstaat gesucht, fast die Hälfte der Türken ist ihm nicht gefolgt.“ Der ÖVP-Delegationsleiter im Europaparlament, Othmar Karas, forderte, dass die Europäische Kommission nun prüfe, ob die Türkei die von Beitrittskandidaten zu erfüllenden Kopenhagener Kriterien noch erfülle.
Im Zuge des Referendums kamen die verbotenen Doppelstaatsbürgerschaften von Türken in Österreich (wieder) zur politischen Diskussion. Am 21. April 2017 wurden dem ORF Oberösterreich Wählerlisten des Referendums vorgelegt, die zehntausende Namen beinhalten sollen, welche (verbotenerweise) sowohl die österreichische, als auch die türkische Staatsbürgerschaft besitzen könnten. Die österreichischen Behörden, allen voran das Innenminister Wolfgang Sobotka und der zuständige oberösterreichische Landesrat Elmar Podgorschek (FPÖ), haben angekündigt, diesem Fall rechtlich nachzugehen. Die Rechtslage dazu besagt folgendes: Doppelstaatsbürgerschaften sind in Österreich nur Kindern erlaubt, bei Erwachsenen führt dies zum sofortigen Verlust der österreichischen Staatsbürgerschaft. Dazu will Sobotka in Zukunft eine Strafe von 5.000 €.

### Vereinigte Staaten
US-Präsident Donald Trump übermittelte Präsident Erdoğan telefonisch Glückwünsche zum Referendum. Trumps Sprecher Sean Spicer bestätigte das Gespräch der beiden Präsidenten und sagte, die US-Regierung werde sich nicht zu dem Verlauf des Referendums äußern, bevor die OSZE-Kommission ihre Arbeit abgeschlossen habe. Mark Tones, ein Sprecher des US-Außenministeriums sagte: „Wir erwarten, dass die Türkei die fundamentalen Rechte und Freiheiten aller Bürger schützt.“

### Russland
Der russische Präsident Wladimir Putin übermittelte telefonisch seine Glückwünsche zum Referendums-Sieg an Präsident Erdoğan. Dmitri Peskow, Pressesprecher des russischen Präsidenten Wladimir Putin sagte: „Das Referendum ist eine innere Angelegenheit der Türkischen Republik. Wir denken, dass die Willenserklärung des türkischen Volkes von allen respektiert werden muss.“

### Iran
Außenamtssprecher Bahram Ghassemi sagte: „Das ist eine interne Angelegenheit der Türkei und des türkischen Volkes und wir werden daher das Ergebnis respektieren.“ Es sei noch zu früh, über die politischen Konsequenzen des Referendums zu urteilen. Teheran hoffe, dass das Ergebnis zu Stabilität in der Türkei und zu Sicherheit und Frieden in der Region führen werde.

## Folgen in der AKP
Das (im Vergleich zu früheren Wahlen) schlechte Abschneiden in einigen Großstädten führte zu einigen Änderungen in der AKP auf Kommunalebene. So bekam das „Ja“ in Provinzen wie Ankara oder Istanbul keine Mehrheit der Wähler, obwohl die beiden Parteien, die offiziell für ein solches geworben haben (AKP und MHP), bei der Parlamentswahl im November 2015 ca. 60 % der Stimmen für sich entscheiden konnten. Gleiches gilt auch für Antalya und Adana, wo das „Ja“ nur noch auf etwa 40 % kam.
Diese Umstände führten dazu, dass Parteivorsitzender Erdoğan von „Ermüdungserscheinungen“ in seiner Partei sprach und einige Veränderungen ankündigte. So trat Kadir Topbaş, der bis dahin dreizehn Jahre lang Oberbürgermeister von Istanbul war, im September 2017 zurück. Oktober desselben Jahres folgten unter anderem auch die Rücktritte der Bürgermeister von Bursa, Balıkesir und Ankara.
Ahmet Edip Uğur, zurückgetretener Bürgermeister von Balıkesir, trat zeitgleich aus der AKP aus und sprach dabei auch Drohungen an, die gegen ihn und seine Familie gerichtet wurden, als er nicht gewillt war, seinen Posten zu räumen. Der Rücktritt von Melih Gökçek, der 23 Jahre lang Ankaras Oberbürgermeister war, sorgte innerhalb der AKP für Diskussionen. Dabei soll laut einem ehemaligen engen Mitarbeiter Gökçeks Erdoğan im Zweifelsfall auch über ein Gerichtsverfahren nachgedacht haben. Zuvor sollen vor allem Gökçek und Recep Altere (Bursa) Widerstand geleistet haben.

## Folgen in der MHP

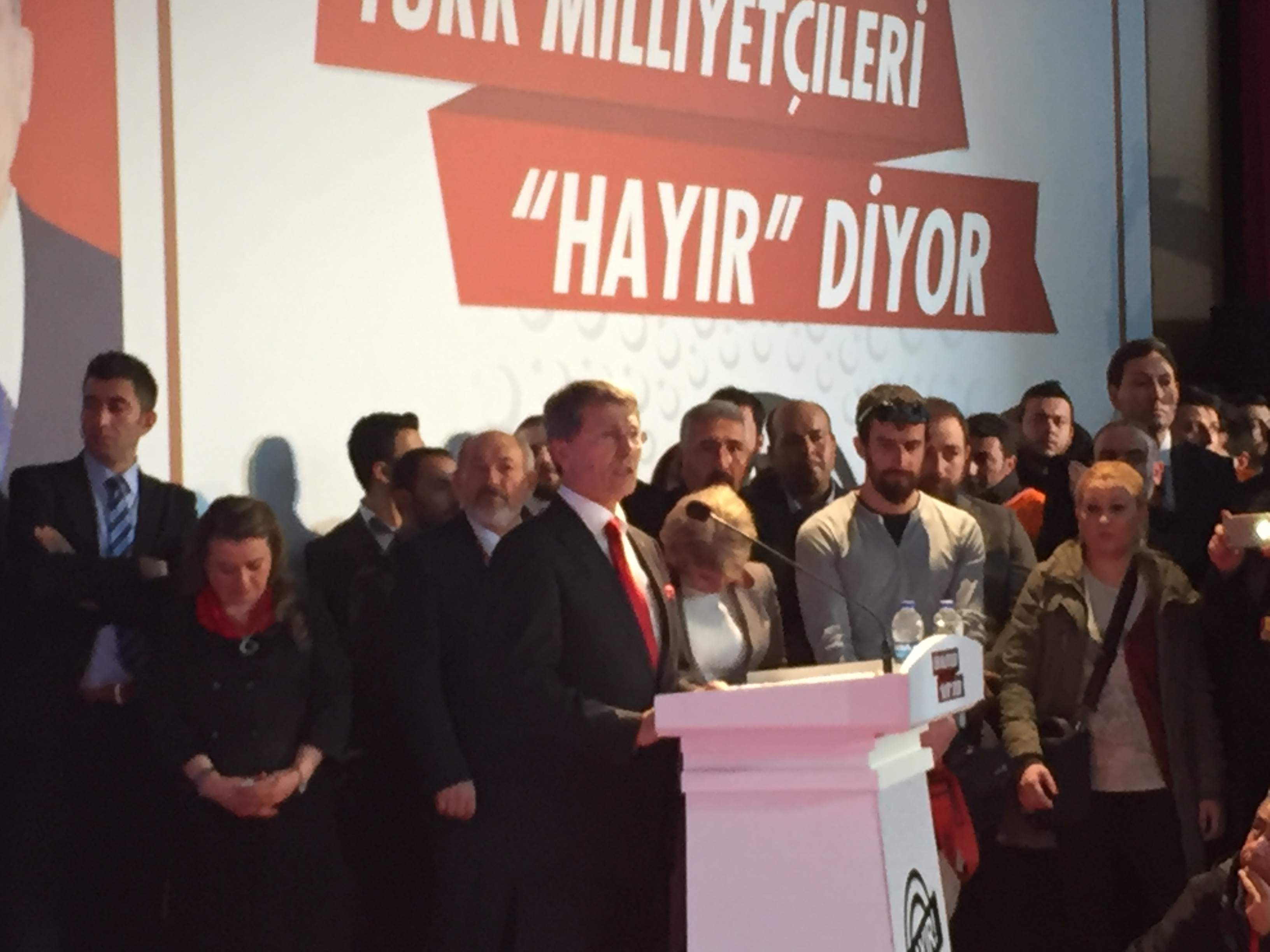
Veranstaltung von MHP-Politikern für ein „Nein“ („Türkische Nationalisten sagen Nein“)

Die Partei der Nationalistischen Bewegung, kurz MHP, war zwar bereits vor der Abstimmung gespalten, allerdings resultierte dies erst danach zu einer (Partei-)Bewegung, die sich gegen Bahçeli und die AKP-Nähe stellen. Seit 2015 stellte vor allem Meral Akşener eine Opposition zum Parteivorsitzenden. Zahlreiche Mitglieder, die sich gegen Bahçeli und seine Pläne für Verfassungsänderungen stellten, wurden aus der Partei ausgeschlossen. Sie gründeten 2017 die İyi Parti.
Mit dem Referendum, das nur durch eine Allianz zwischen MHP und AKP stattfinden konnte, wurden auch die bereits ausgeschlossenen Parteimitglieder politisch aktiver und stellten sich öffentlich gegen ein Präsidialsystem. So erlangten unter anderem die Veranstaltungen Akşeners unter dem Motto „80 Milyon kere Hayır“ („80 Millionen mal Nein“) auch außerhalb von nationalistischen Kreisen Zustimmung.